# Santa María Zoogochi
Santa María Zoogochi är en ort i Mexiko.   Den ligger i kommunen Ixtlán de Juárez och delstaten Oaxaca, i den sydöstra delen av landet, 400 km sydost om huvudstaden Mexico City. Santa María Zoogochi ligger 1 159 meter över havet och antalet invånare är 514.
Terrängen runt Santa María Zoogochi är mycket bergig. Runt Santa María Zoogochi är det ganska glesbefolkat, med 47 invånare per kvadratkilometer. Närmaste större samhälle är Tanetze de Zaragoza, 7,4 km sydost om Santa María Zoogochi. I omgivningarna runt Santa María Zoogochi växer i huvudsak städsegrön lövskog.